# Juan René Serrano
Juan René Serrano Gutiérrez (Guadalajara (Jalisco), 23 februari 1984) is een Mexicaans boogschutter.
Serrano begon als veertienjarige met boogschieten, hij schiet met een recurveboog. In 1999 werd hij lid van het Mexicaans nationaal team. Hij won diverse nationale en internationale prijzen. Hij deed mee aan de Olympische Spelen in 2004, waar hij in de tweede ronde met 1 punt verschil werd uitgeschakeld door Marco Galiazzo. Hij behaalde uiteindelijk de 20e plaats.
Serrano deed mee aan de Spelen in Peking (2008), waar hij in de individuele rondes op de vierde plaats eindigde. Op de Spelen van 2012 behaalde hij opnieuw de vierde plaats, nu met het Mexicaans team.

## Resultaten
| 2004 24e Grand Prix, Rovereto Grand Prix Mexicano 20e Olympische Spelen 2006 Pan-Amerikaans kampioenschap | 2007 World Cup, stage 3 (individueel) World Cup, finale (individueel) 9e Pan-Amerikaanse Spelen 4e World Cup, stage 4 (individueel) | 2008 Grand Prix Mexicano 8e World Cup, stage 1 22e World Cup, stage 2 4e Olympische Spelen (individueel) 2009 World Cup, stage 4 (team) |